# Жак Моно
Жак Моно (фр. Jacques Monod; Париз, 9. фебруара 1910 — Кан, 31. мај 1976) био је француски биолог, који се истакао у области ћелијске биохемије, ензимологије и физиологије. Иза себе је оставио и значајна дела из области филозофије, а 1965. године добио је Нобелову награду за физиологију или медицину.

## Биографија

### Детињство
Моно је рођен у Паризу, али са само седам година 1917. године са родитељима се сели на југ Француске. Из тог разлога, Моно је увек наводио да се више осећа као дете са југа него као Парижанин. Отац му је био сликар, а мајка археолог, по пореклу Американка. Занимање оба родитеља, као и порекло његове мајке, је било нетипично за Француско буржоаско друштво тих година. Захваљујући оцу који је читао Дарвинова дела, Моно је врло рано стекао интересовање за биологију. Такође је волео природу, пењање по стенама, трагање за фосилима, музику, а свирао је виолончело.

### Образовање
Године 1928. Моно долази у Париз како би наставио своје образовање, те уписује Факултет за природне науке. Многи познати научници имали су утицај на његово опредељење, област истраживања и даљу каријеру. Андре Лвоф га је увео у микробиологију и указао му на потенцијал те области. Борис Ефруси био је значајан за Жаково интересовање и истраживање у области физиолошке генетике. Уз рад са Луи Рапкином схватио је да само помоћу хемијских и молекуларних истраживања и описа можемо разумети начин функционисања живих организама. Факултет је завршио 1931, а докторирао је 1941. године.

### Академска каријера и научно-истраживачки рад
- 1934. постаје асистент у лабораторији на катедри за зоологију матичног факултета. Исте године учествовао је у експедицији на Гренланд
- 1959. постаје професор хемије метаболизма на Универзитету у Сорбони
- 1967. постаје професор на француском колеџу
- 1971. постаје директор Пастеровог института

Када је у питању научно-истраживачки рад Жак Моноа, важно је напоменути да се пре свега бавио биохемијом на нивоу ћелије. Истраживао је механизме који су одговорни за контролу синтезе макромолекула, пратећи пренос генетичке информације. То га је довело до теорије о постојању информационе РНК. Ипак, пре фокуса на молекуларну биологију, његову пажњу завређивали су прокариоти. У почетку истраживао је бактерије инфициране бактериофагима, те приметио њихов успорен раст. Захваљујући истраживањима на Ешерихији коли и протеинима потребним за транспорт и разградњу лактозе, формулисао је хипотезу о оперонима. Његова даља открића потврдила су да постоје делови ДНК који носе генетичку информацију, али и делови који регулишу активност тих гена и испољавање генетичке информације.

### Породица
Године 1938. оженио се Одетом Брул, кустосом музеја Гиме у Паризу. По пореклу је била Американка, а бавила се археологијом. Њихови синови, близанци, Оливијер и Филип нису кренули очевим стопама по питању професије. Оливијер је постао геолог, а Филип физичар. 

## Књижевна делатност
Жак Моно истакао се у области филозофије. Најпознатије дело Случајност и нужност говори о анимизму као разматрању природе по аналогији са људском душом чиме човек врши пројекцију свести, воље и ума на природу која нас окружује. Аутор је још многих дела.

## Почасти
Добио је чак четрнаест одликовања у која се убрајају медаље, признања, али и Нобелова награда за физиологију или медицину коју је 1965. године поделио са још два научника, Франсоа Јакобом и Андре Лвофом.